# Verband der Kleingärtner, Siedler und Kleintierzüchter

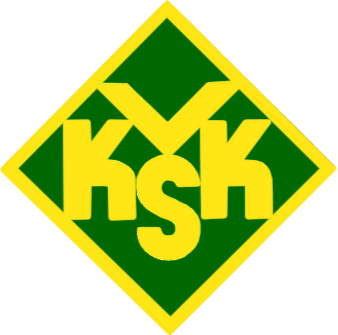
Emblem des Verbandes

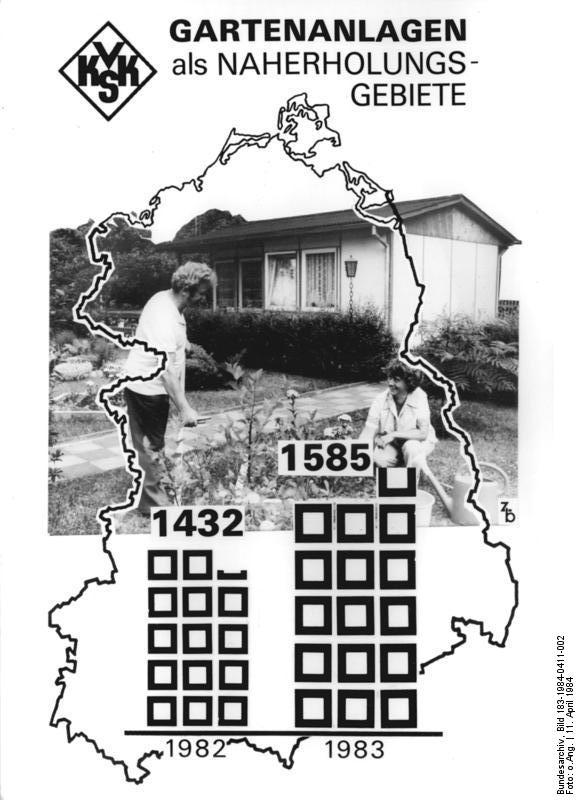
Gartenanlagen als Naherholungsgebiete in der DDR

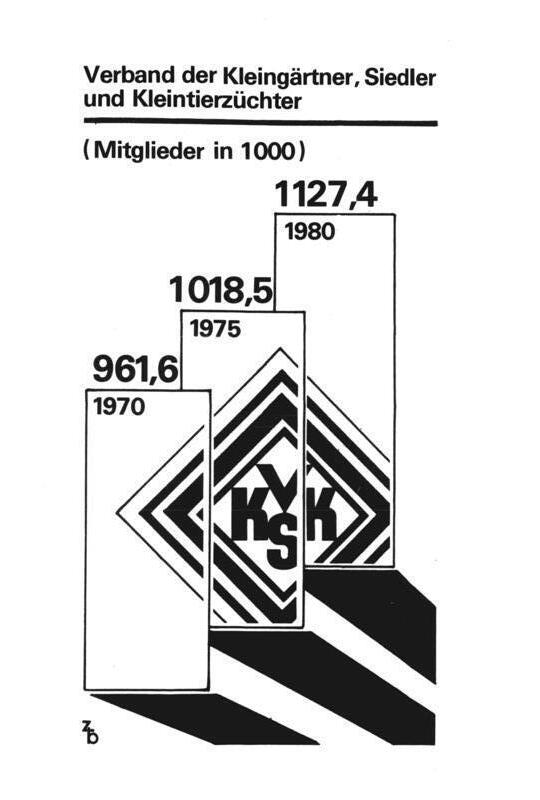
Mitgliederzahlen

Der Verband der Kleingärtner, Siedler und Kleintierzüchter (kurz VKSK) war eine Massenorganisation in der Deutschen Demokratischen Republik.

## Geschichte
Vorläufer des VKSK waren Orts- und Kreisverbände des Kleingartenwesens, die in Folge der am 23. November 1948 erlassenen „Anordnungen über die Bildung der Kleingartenhilfe des FDGB“ gegründet wurden. Die „Kleingartenhilfe des FDGB e. V.“ wurde am 20. März 1950 als gemeinnützig anerkannt, am 3. Juli 1952 stimmte das Sekretariat des Bundesvorstandes des FDGB ihrer Loslösung zu.
Die Gründung des VKSK als eigenständige Massenorganisation benötigte daraufhin zwei Anläufe. Am 15. Juli 1952 beschloss das Politbüro der SED die Bildung des Verbandes. Ein Zentralverband konstituierte sich am 16. Oktober 1952 und nahm zum 1. Januar 1953 seine Arbeit auf. Das Zentralkomitee (ZK) der SED lehnte am 11. Mai 1953 jedoch die Verbandsgründung ab. Es entbrannte eine Diskussion über die Reorganisation des Verbandes, in deren Folge das ZK am 9. Dezember 1953 die Auflösung des Zentralverbandes und den Aufbau des VKSK beschränkt auf Orts- und Kreisebene beschloss.
Der Ministerrat der DDR erließ am 22. April 1954 die „Verordnung zur Förderung des Kleingarten- und Siedlungswesen und der Kleintierzucht“, die die Grundlagen für eine erneute Verbandsgründung legte, mit der Vorgabe, dass der künftige VKSK die Planung von Kleingartenanlagen betreiben solle. Die bereits existierenden Kreisverbände wurden den örtlichen Räten unterstellt und dort als juristische Person geführt.
Am 22. April 1959 stimmte das ZK der erneuten Gründung des Zentralverbandes des VKSK zu. Dieser gründete sich am 29. November 1959 in Leipzig und gestaltete sich zentralistisch als eigenständige Organisation. Mit der „Verordnung über das Kleingarten- und Siedlungswesen und die Kleintierzucht“ vom 3. Dezember 1959 wurde der VKSK nunmehr anerkannt (§1, Abs. 1) und bekam das alleinige Recht, Kleingartenanlagen zu errichten (§4). 1962 zählte der VKSK rund 850.000 Mitglieder. Es folgten Verbandstage in Leipzig (1963 und 1966) und Berlin (1965).
Die SED nahm am 22. Mai 1976 auf ihrem IX. Parteitag ein neues Programm an, aufgrund dessen in der Folgezeit die Kleingärtner stärker gesellschaftlich anerkannt und gefördert wurden. Am 15. September 1977 verfügte die DDR-Regierung die Erhöhung der Anzahl der Kleingartenanlagen. Weitere Verbandstage fanden in Magdeburg (1977), Karl-Marx-Stadt (1982) und Dresden (1988) statt.
Der VKSK hatte 1988 rund 1,5 Millionen Mitglieder. Neben der Sparte der Kleingärtner waren Fachsparten wie Rassegeflügel-, Rassekaninchen-, Ziergeflügel-, Exoten- und Kanarien-, Edelpelztier-, Ziegen- und Milchschafe-, Rassehunde- und Rassekatzen- und Bienenzüchter angeschlossen.

### Erste Sekretäre des Zentralvorstandes
- Erich Angermann (1959–1968)
- Heinz Schmidtke (1969–1976)
- Erwin Wegner (1976–1990)

### Vorsitzende
- Karl Stein (1959–1970)
- Herbert Uhlendahl (1970–1988)
- Horst Laschinski (1988–1990)

## Auflösung
Der Außerordentliche Verbandstag vom 27. Oktober 1990 in Berlin löste die Organisation zum 31. Dezember 1990 auf. Aus den Kreisverbänden entstand in den DDR-typischen Datschensiedlungen eine Vielzahl von Gartenvereinen. Die organisierten Kleingärtner und Kleingartenvereine aus dem VKSK gehören heute zum gesamtdeutschen Bundesverband Deutscher Gartenfreunde.
Aufgrund der bayerischen Nachfolgeregelung zum Radikalenerlass müssen sich in Bayern Bewerber für den öffentlichen Dienst zu einer Funktion im VKSK erklären. Eine ähnliche Regelung gibt es auch in Thüringen.